# Estação Retchnoi Vokzal (metro de Novosibirsk)
Retchnoi Vokzal (em russo:  Речной вокзал) é uma das estações da linha Leninskaia (Linha 1) do Metro de Novosibirsk, na Rússia. Estação «Retchnoi Vokzal» está localizada entre as estações «Oktiabrskaia» e «Studentcheskaia».
Estação «Sportivnaia» que está localizado entre as estações «Retchnoi Vokzal» e «Studentcheskaia» não foi construída ainda.